# Eugraphe umbra
Eugraphe umbra là một loài bướm đêm trong họ Noctuidae.